# Clavinet
Et clavinet er et tangentinstrument udviklet af firmaet Hohner. Faktisk er det et elektronisk klavichord, som frembringer en guitar-agtig lyd. Instrumentet er blevet brugt meget i genrerne funk, disco og rock.

## Links
- Unfassende Sammlung aller bedeutenden Musiktitel mit dem Clavinet Arkiveret 1. juli 2009 hos  Wayback Machine
- Klangbeispiele der verschiedenen Clavinet-Modelle im Video Arkiveret 1. juli 2009 hos  Wayback Machine
- Hohner Clavinet videos, soundsamples & schematics Arkiveret 10. juni 2008 hos  Wayback Machine